# Tadeusz Chromecki (ksiądz)
Tadeusz Chromecki (ur. 8 kwietnia 1836 w Janowiczkach, zm. 15 czerwca 1901 w Krakowie) – kapłan, powstaniec styczniowy, rektor Zgromadzenia oo. Pijarów w Krakowie, kapelan Sokoła, jeden z członków założycieli Towarzystwa Szkoły Ludowej.

## Życiorys
Urodził się we wsi Janowiczki w Królestwie Polskim. Uczęszczał do gimnazjum w Warszawie. Wstąpił do zakonu pijarów. Od 1853 roku pracuje jako profesor studium teologicznego w Radomiu. W 1861 przeniesiony do Opola. W 1863 roku wziął udział w powstaniu styczniowym. Po przejściu do Galicji internowany w Jarosławiu. Wyjechał do Włoch, gdzie przebywał do 1865 roku, potem do Francji. Tam zarządza małym seminarium diecezjalnym. Wraca do Galicji w 1873 roku. Mianowany wikariuszem w Koropcu. Od 1879 roku mieszka w Krakowie i początkowo pełni funkcję magistra nowicjatu. Pracuje jako katecheta i kapelan szkoły rolniczej w Czernichowie. W 1888 roku został rektorem Zgromadzenia w Krakowie. Jeden z członków założycieli T.S.L., wybrany w 1892 roku I wiceprezesem. Był przewodniczącym Koła męskiego w Krakowie. Pochowany na cmentarzu Rakowickim.

## Upamiętnienie
16 czerwca 1902 roku w kościele oo. Pijarów została odsłonięta marmurowa tablica poświęcona pamięci rektora zakonu pijarów Tadeusza Chromeckiego.

## Publikacje
- Krótki rys dziejów Zgromadzenia Szkół Pobożnych czyli oo. Pijarów Kraków 1880